# Кореале
Кореале је насеље у Италији у округу Сиракуза, региону Сицилија.
Према процени из 2011. у насељу је живело 27 становника. Насеље се налази на надморској висини од 76 м.